# Списак епизода серије Поаро
Поаро (енгл. Agatha Christie's Poirot) је ТВ серија снимљена по романима британске књижевнице Агате Кристи (енгл. Agatha Christie).
Серија Поаро броји 13 сезона и 70 епизода.

## Преглед
| Сезона | Сезона | Епизоде | Епизоде | Оригинално емитовање | Оригинално емитовање |
| Сезона | Сезона | Епизоде | Епизоде | Премијера            | Финале               |
| ------ | ------ | ------- | ------- | -------------------- | -------------------- |
|        | 1.     | 10      | 10      | 8. јануар 1989.      | 19. март 1989.       |
|        | 2.     | 10      | 10      | 7. јануар 1990.      | 4. март 1990.        |
|        | 3.     | 11      | 11      | 16. септембар 1990.  | 10. март 1991.       |
|        | 4.     | 3       | 3       | 5. јануар 1992.      | 19. јануар 1992.     |
|        | 5.     | 8       | 8       | 17. јануар 1993.     | 7. март 1993.        |
|        | 6.     | 4       | 4       | 25. децембар 1994.   | 16. март 1996.       |
|        | 7.     | 2       | 2       | 2. јануар 2000.      | 19. фебруар 2000.    |
|        | 8.     | 2       | 2       | 20. април 2001.      | 8. јул 2001.         |
|        | 9.     | 4       | 4       | 14. децембар 2003.   | 26. април 2004.      |
|        | 10.    | 4       | 4       | 11. децембар 2005.   | 2. април 2006.       |
|        | 11.    | 4       | 4       | 1. септембар 2008.   | 22. септембар 2008.  |
|        | 12.    | 4       | 4       | 30. децембар 2009.   | 11. јул 2010.        |
|        | 13.    | 5       | 5       | 9. јун 2013.         | 13. новембар 2013.   |

## Епизоде

### 1. сезона (1989)
| Бр. еп. (укупно) | Бр. еп. (у сезони) | Наслов                           | Редитељ      | Сценариста                | Премијера         |
| --- | ------------------ | -------------------------------- | ------------ | ------------------------- | ----------------- |
| 1 | 1                  | "Пустоловина Клепамске куварице" | Едвард Бенет | Клајв Екстон              | 8. јануар 1989.   |
| Поаро није нимало одушевљен кад га госпођа Тод замоли да пронађе њену куварицу, а бива увређен када га отпусти од случаја тако што му за услуге плати једну гвинеју. Ипак, ниједна загонетка није премалена за Херкула Поароа. Кад једном прихвати случај, он га доводи до решења. Осим тога, Поаро схвата да се иза нестанка куварице крије више него што се чинило.                                                                                       |                    |                                  |              |                           |                   |
| 2 | 2                  | "Убиство у малој улици"          | Едвард Бенет | Клајв Екстон              | 15. јануар 1989.  |
| Главни инспектор Џап тражи Поароову помоћ у истрази самоубиства младе лепотице. Оружје јој је пронађено у левој руци, а била је деснорука. Да ли ју је у ствари убио уцењивач? Поаро, почетник када је реч о голфу, баца у очај страственог играча Хејстингса наваљујући на томе да играју заједно. Али Поароа води скривена намера - мотри неког на игралишту голфа.                                                                                       |                    |                                  |              |                           |                   |
| 3 | 3                  | "Пустоловина Џонија Вејверлија"  | Рени Рај     | Клајв Екстон              | 22. јануар 1989.  |
| Поароа зову да истражи низ претњи отмице трогодишњег сина богатог аристократе. Међутим, након доласка у Вејверли Корт, Поаро сумња на дечакове родитеље - поготово након што изненада отпусте послугу. Будући да нема кувара, Поаро и Хејстингс крећу у потрагу за јелом и то их доводи до кључних сазнања у вези са смишљеном отмицом. |                    |                                  |              |                           |                   |
| 4 | 4                  | "Двадесетчетири коса"            | Рени Рај     | Расел Мареј               | 29. јануар 1989.  |
| Поаро вечера у лондонском ресторану у тренутку кад улази истакнути сликар Хенри Гаскоњ, редовни гост. Сутрадан, Поароа заголица вест у новинама да је сликар пронађен мртав. Обдукцијски налаз наводи да је Гаскоњ преминуо након што је појео мален оброк, а Поаро закључује да је убијен и да је у ресторану видео убицу. |                    |                                  |              |                           |                   |
| 5 | 5                  | "Стан на трећем спрату"          | Едвард Бенет | Мајкл Бејкер              | 5. фебруар 1989.  |
| Поаро се досађује - већ недељама нема случаја којим би се позабавио. Хејстингсов покушај да орасположи пријатеља изласком на представу му се обија о главу кад Поаро не успева да погоди ко је убица. Ипак, белгијском супердетективу живот не може предуго мирно да тече. Тек што се уселила у стан на трећем спрату његове зграде, нова комшиница је убијена, а то Поароу омогућава решавање злочина на сопственом прагу.                                 |                    |                                  |              |                           |                   |
| 6 | 6                  | "Троугао на Родосу"              | Рени Рај     | Стивен Вејклем            | 12. фебруар 1989. |
| Херкул Поаро летује у хотелу "Палата" на Родосу. Њега, као и остале госте, заголица долазак славне и прелепе Валентајн у пратњи њеног петог супруга. Не може да им промакне како Валентејн одмах почиње да кокетира са стаситим мушкарцем који је дошао истог дана - а све то јавно, пред његовом супругом. Поароов одмор је на крају, али при одласку га позивају натраг у хотел. Након што је испила "пинк џин" са осталим гостима, Валентајн пада мртва. |                    |                                  |              |                           |                   |
| 7 | 7                  | "Невоља на мору"                 | Рени Рај     | Клајв Екстон              | 19. фебруар 1989. |
| Крстарећи Средоземљем, Поаро и његови сапутници су надомак Александрији. Пуковник Клапертон, који је изазвао симпатије као жртва своје охоле супруге, искрцава се ради обиласка луке. Он позива супругу да му се придружи, али сви, па и Поаро, јасно чују како га отресито одбија. НА повратку на брод исте вечери, они откривају да је госпођа Клапертон опљачкана и избодена. Капетан жели да избегне бруку, па моли Поароа да истражи злочин.           |                    |                                  |              |                           |                   |
| 8 | 8                  | "Један невероватан лопов"        | Едвард Бенет | Дејвид Рид и Клајв Екстон | 26. фебруар 1989. |
| Предратна Британија жели да развије нови ловачки ваздухоплов. Министар одбране, лорд Мејфилд, позива заповедника ваздушне одбране Карингтона у своју викендицу да би расправили тајне нацрте. Због претње државној безбедности, главни инспектор Џап уводи полицијске мере на имању, али витални планови некако нестају из куће. Поаро, који је међу гостима лорда Мејфилда, је при руци како би открио крадљивца.                                          |                    |                                  |              |                           |                   |
| 9 | 9                  | "Краљ треф"                      | Рени Рај     | Мајкл Бејкер              | 12. март 1989.    |
| Поаро и Хејстингс посећују студио где њихов пријатељ режира филм. Они посматрају снимање и потреса их понашање власника студија, Хенрија Ридбурна, који са глумцима и екипом поступа заиста страшно. Исте вечери, Ридбурна проналазе мртвог у његовом дому. Кад због убиства осумњиче лепу младу звезду филма Валери Сентклер, њен вереник унајмљује Поароа не би ли доказао њену невиност.                                                                 |                    |                                  |              |                           |                   |
| 10 | 10                 | "Сан"                            | Едвард Бенет | Клајв Екстон              | 19. март 1989.    |
| Поаро прима писмо Бенедикта Фарлија у ком богати произвођач месних пита хитно тражи састанак. Стари тајкун објашњава да му се понавља сан у ком сам себи одузима живот револвером у библиотеци у подне. Он пита Поароа је ли чуо за то да жртву хипнозом наведу да почини самоубиство, али Поаро за тако нешто не зна. Кад Фарлија пронађу мртвог са револвером у руци, Поаро је уверен да је реч о убиству.                                                |                    |                                  |              |                           |                   |

### 2. сезона (1990)
| Бр. еп. (укупно) | Бр. еп. (у сезони) | Наслов                          | Редитељ      | Сценариста                   | Премијера         |
| --- | ------------------ | ------------------------------- | ------------ | ---------------------------- | ----------------- |
| 11 | 1                  | "Опасност у Енд Хаусу (1. део)" | Рени Рај     | Клајв Екстон                 | 7. јануар 1990.   |
| Поаро и Хејстингс се одмарају у Корнволу где упознају лепу Ник Бакли која је у кратком времену имала три умало кобне несреће. Поароа то занима па разговара са Никиним пријатељима који не верују да неко покушава да је убије, а од њене смрти нема финансијске користи нико осим саме куће Енд Хаус. |                    |                                 |              |                              |                   |
| 12 | 2                  | "Опасност у Енд Хаусу (2. део)" | Рени Рај     | Клајв Екстон                 | 7. јануар 1990.   |
| Поаро доводи госпођицу Лемон како би му помогла око случаја, али тада долази до трагичног исхода - лепа Ник Бакли бива отрована чоколадицама из бомбоњере која је иста као она што ју јој је он послао. Поаро тада постаје одлучан да пронађе убицу. |                    |                                 |              |                              |                   |
| 13 | 3                  | "Дама под велом"                | Едвард Бенет | Клајв Екстон                 | 14. јануар 1990.  |
| У славном лондонском Бурлингтон Аркејду, човек је зграбио шаку драгог камења и побегао. Поаро се досађује и размишља о тома да постане злочиначки велеум. Код њега долази леди Милисент Касл-Вон која треба да се уда за војводу од Саутшира, али је бивши љубавник уцењује. Поаро сада има прилику да оствари своје злочиначке заносе и да провали у стан наводног уцењивача.                                                  |                    |                                 |              |                              |                   |
| 14 | 4                  | "Изгубљени рудник"              | Едвард Бенет | Мајкл Бејкер и Дејвид Ренвик | 21. јануар 1990.  |
| Док је Поаро у штедионици, председник штедионице чека Кинеза који би штедионици требало да прода карту са уцртаним изгубљеним рудником сребре. Кад господина Ву Линга пронађу мртвог близу коцкарнице "Црвени змај" у луци, главни инспектор Џап се одушевљава приликом да прекине ланац шверцовања дроге који лови већ годинама. Поаро је уверен да није реч само о организованом злочину.                                     |                    |                                 |              |                              |                   |
| 15 | 5                  | "Корнволска загонетка"          | Едвард Бенет | Клајв Екстон                 | 28. јануар 1990.  |
| На своју велику жалост, Поаро је у Корнвол дошао прекасно да спречи смрт госпође Пенгели која је тражила његову помоћ због сумње да је супруг зубар трује како би могао да се ожени својом младом помоћницом. Након првих разговора, Поаро је уверен да госпођу Пенгели није убио супруг и креће у потрагу за правим убицом. |                    |                                 |              |                              |                   |
| 16 | 6                  | "Нестанак господина Девенхејма" | Ендру Грив   | Дејвид Ренвик                | 4. фебруар 1990.  |
| Богати штедионичар Метју Девенхејм је изашао после чаја из свог дома у шетњу до поште и више га нико није видео. Требало је да дочека сарадника Лоувена на железничкој станици у 16:45, али Лоувен није видео никога на путу од железничке станице до Девенхејмове куће. Главни инспектор Џап се опкладио да Поаро неће моћи да открије тајну а да не изађе из стана који тренутно, на своје гађење, дели са папагајем.         |                    |                                 |              |                              |                   |
| 17 | 7                  | "Двоструки грех"                | Ричард Спенс | Клајв Екстон                 | 11. фебруар 1990. |
| Хејстингс није срећан кад Поаро спомене пензионисање и предлаже му кратак одмор на северозападу Енглеске. На излету на језеру Виндермер, Хејстингса очарава сапутница Мери Дарант која му се поверава да носи драгоцене старине које намерава да прода купцу. Кад су на путу старине украдене, Хејстингс преузима случај. Свеже пензионисани Поаро глуми да га крађа нимало не занима.                                          |                    |                                 |              |                              |                   |
| 18 | 8                  | "Пустоловина јефтиног стана"    | Ричард Спенс | Расел Мареј                  | 18. фебруар 1990. |
| Херкул Поаро је упознао млади пар који не може да се начуди колико су среће имали кад су пронашли савремен стан у Лондону за симболичну кирију. Поароа то занима и одлучује да разоткрије тајну јефтиног стана унајмљујући стан у истој згради. Тиме се љупко ексцентрични јунак случајно уплео у тајно деловање ФБИ-а о плановима за враћање тајних нацрта за подморницу које је украла мафија.                                |                    |                                 |              |                              |                   |
| 19 | 9                  | "Отети премијер"                | Ендру Грив   | Клајв Екстон                 | 25. фебруар 1990. |
| Поароа су позвали са највишег места кад је британски премијер отет у Француској на путу на скуп о разоружавању. Отмици је претходио оружани напад на премијера који је путовао трајектом након састанка у Виндсору. Само дан и 8 сати пре почетка скупа, Порао је запрепастио владу и уместо да отпутује у Француску, он је започео истрагу у Енглеској.                                                                        |                    |                                 |              |                              |                   |
| 20 | 10                 | "Пустоловина Западне звезде"    | Ричард Спенс | Клајв Екстон                 | 4. март 1990.     |
| Поароу је земљакиња, славна филмска глумица Мери Марвел, показала писма у којима се од ње захтева да врати свој величанствен дијамант Западну звезду. Упркос Поаровом противљењу, Мери жели да задржи дијамант како би могла да га носи за викенд у дворцу Јардлијевих. Леди Јардли има дијамант близанац Источну звезду, а Мери не жели да буде у њеној сенци. Међутим, пре величанственог пријема, оба дијаманта су украдена. |                    |                                 |              |                              |                   |

### 3. сезона (1990−91)
| Бр. еп. (укупно) | Бр. еп. (у сезони) | Наслов                             | Редитељ         | Сценариста     | Премијера           |
| --- | ------------------ | ---------------------------------- | --------------- | -------------- | ------------------- |
| 21 | 1                  | "Загонетни догађај у Стајлсу"      | Рос Девениш     | Клајв Екстон   | 16. септембар 1990. |
| Предивни ладањски дворац током Првог светског рата 1917. године године. Хејстингс се опоравља од рањавања и прихвата позив старих пријатеља Кевендишевих. Тамо сусреће старог познаника из белгијске полиције, славног детектива Херкула Поароа, а у дворцу се осећа велика напетост. Емили Инглторп је преузела управљање породичним имањем, а то нимало не одговара њеним расипним синовима. Ипак, ускоро ће Поаро кренути у своју прву истрагу након што госпођа Инглторп умре од тровања стрихнином, а сумња падне на њене синове. |                    |                                    |                 |                |                     |
| 22 | 2                  | "Како расте твој врт?"             | Брајан Фарнам   | Ендру Маршал   | 6. јануар 1991.     |
| Старија госпођа Амелија Бароуби је отрована у свом дому. Сумња прво пада на њену дружбеницу Катрину. Поаро и Хејстингс су упознали госпођицу Бароуби раније тог лета на сајму цвећа на којем је по великом детективу названа нова ружа. Поаро одлази у Амелијин дом, а новопронађено занимање за вртларство исплати му се кад у Амелијиној цветној гредици примети нешто сумњиво. |                    |                                    |                 |                |                     |
| 23 | 3                  | "Крађа обвезница од милион долара" | Ендру Грив      | Ентони Хоровиц | 13. јануар 1991.    |
| Будућност лондонске и шкотске штедионице зависи од пошиљке обвезница вредних милион долара која путује у Њујорк на првој пловидби прекоморског брода "Краљица Мери". Пред Поароом је једна од најтежих одлука у каријери - може ли да победи страшну морску болест и да прати обвезнице на путу у Америку? |                    |                                    |                 |                |                     |
| 24 | 4                  | "Плајмаут експрес"                 | Ендру Пидингтон | Род Бичам      | 20. јануар 1991.    |
| Млада наследница Флоренс Халидеј је убијена на путу у Плајмаут. Главни осумњичени су двојица познатих ловаца на мираз: њен покварени бивши супруг Руперт и обожавалац француз гроф Рошфор. Поаро и Хејстингс следе Флоренсин траг путујући возом. Флоренс је последњи пут виђена како тражи новине другог издања што Поароу даје кључ за решавање убиства. |                    |                                    |                 |                |                     |
| 25 | 5                  | "Осињак"                           | Брајан Фарнам   | Дејвид Ренвик  | 27. јануар 1991.    |
| Хејстингс открива сплетку и тајну на слици док се игра новим фотоапаратом на забави у врту на којој је са Поароом и инспектором Џапом. Белгијски детектив тако упада у причу о љубомори, освети и осама, а Џап завршава у болници због упале слепог црева. |                    |                                    |                 |                |                     |
| 26 | 6                  | "Трагедија на дворцу Марсдон"      | Рени Рај        | Дејвид Ренвик  | 3. фебруар 1991.    |
| У својој удаљеној викендици, Џонатан Малтраверс се опоравља од чира уз помоћ много млађе супруге Сузан. Кад слуга нађе супругово мртво тело испод храста, Сузан се куне да га је убио дух који опседа стабло. Поаро и Хејстингс су одсели у оближњем хотелу због другог случаја. Кад су их позвали у дворац "Марсдон". Поаро лако закључује да Малтраверс није умро ни природном ни натприродном смрћу. |                    |                                    |                 |                |                     |
| 27 | 7                  | "Двоструги траг"                   | Ендру Пидингтон | Ентони Хоровиц | 10. фебруар 1991.   |
| Генијелни белгијски детектив, иначе неосетљив на женске чари, заљубљује се први пут у животу. Ти неуобичајени осећаји се усмерени према лепој руској грофици Вери Росаков коју је упознао истражујући четири крађе дијаманата међу припадницима високог друштва. Док је Поаро заокупљен грофицом, Хејстингс и госпођица Лемон сами шепртљаво истражују злочине. |                    |                                    |                 |                |                     |
| 28 | 8                  | "Загонетка шпанске шкриње"         | Ендру Грив      | Ентони Хоровиц | 17. фебруар 1991.   |
| У опери, Поароу се обраћа леди Чатертон са тврдњом да њеној пријатељици Маргарит Клејтон живот угрожава љубоморан супруг. Едвард Клејтон је сумњичав у односу своје супруге према згодном мајору Ричу. На забави долази до гнусног открића - у великој украшеној шкрињи је пронађено мртво тело Едварда Клејтона. Да ли је мајор крив? Само Поаро може да открије истину. |                    |                                    |                 |                |                     |
| 29 | 9                  | "Крађа краљевског рубина"          | Ендру Грив      | Ентони Хоровиц | 24. фебруар 1991.   |
| У лондонском ресторану пијани млади краљевић се отетурао за пријатељицом која му је украла рубин непроцењиве вредности. Министарство спољних послова зове Поароа због крађе драгуља мушичавог наследника египатског престола. Прихвативши случај од државне користи, Поаро мора да проведе Божић у дому једног од ретких људи који знају за драги камен - египтолога пуковника Лејсија. |                    |                                    |                 |                |                     |
| 30 | 10                 | "Догађај на победничком балу"      | Рени Рај        | Ендру Маршал   | 3. март 1991.       |
| Радијска звезда Коко Кортни је пронађена мртва од превелике количине кокаина након Победничког бала под маскама на које је и Поаро био виђен иако не у костиму. На плесу је Поаро приметио да се Коко препире са виконтом Кроншоом који је касније пронађен мртав у тоалету са ножем забоденим у срце. Поаро и главни инспектор Џап воде истрагу усредоточену на потрагу за зеленом кићанком откинутом са Кроншоовог шаљивог костима.                                                                                                  |                    |                                    |                 |                |                     |
| 31 | 11                 | "Загонетка у ловачком конаку"      | Рени Рај        | Т. Р. Боувен   | 10. март 1991.      |
| Хејстингс је позван у лову на љештарке који се завршава катастрофално кад Арчи Хејверинг прејако замахне пушком. Сви су потиштени и друштво почиње да се разилази. Касније, исте ноћи, тајанствена особа долази у ловачки конак и убија Роџера Хејверинга у његовој ловачкој соби. Поаро лежи са ватром у тамошњем хотелу, али не да се болести да би нашао хладнокрвног убицу. |                    |                                    |                 |                |                     |

### 4. сезона (1992)
| Бр. еп. (укупно) | Бр. еп. (у сезони) | Наслов                    | Редитељ        | Сценариста    | Премијера        |
| --- | ------------------ | ------------------------- | -------------- | ------------- | ---------------- |
| 32 | 1                  | "Убиства по абецеди"      | Ендру Грив     | Клајв Екстон  | 5. јануар 1992.  |
| А као Андовер, градић у којем је убијена Алис Ашер. Б као Бексхил где је убијена Бети Барнард. Ц као Чарстон, сеоце у Девонширу где је убијен сер Кармајкл Кларк. Уз свако тело лежи примерак Абецедног железничког возног реда отворен на одговарајућој страници. Полиција тапка у месту, али убице је већ направио велику грешку. Позвао је Херкула Поароа да га раскринка. |                    |                           |                |               |                  |
| 33 | 2                  | "Смрт у облацима"         | Стивен Витакер | Вилијам Хамбл | 12. јануар 1992. |
| У поподневном лету од Париза до Лондона, неко је починио веома домишљато убиство. Поаро је био у ваздухоплову, али нажалост, спавао је у време убиства. За њега је ствар поноса да открије убицу. На повратку у Париз, он открива да је главни осумњичени тајанствени Американац. Загонетка је тим већа пошто у ваздухоплову није било Американаца.                           |                    |                           |                |               |                  |
| 34 | 3                  | "1, 2, ципела се распала" | Рос Девениш    | Клајв Екстон  | 19. јануар 1992. |
| Херкул Поаро није волео свог зубара. Али, неки други пацијент је још мање волео др. Морлија, па га је убио неколико тренутака након што је Поаро изашао из ординације. Је ли то био нељубазни Грк, дивљи богати Американац који изгледа као убица, богати штедионичар или бивша глумица са копчом на ципели?                                                                  |                    |                           |                |               |                  |

### 5. сезона (1993)
| Бр. еп. (укупно) | Бр. еп. (у сезони) | Наслов                              | Редитељ              | Сценариста       | Премијера         |
| --- | ------------------ | ----------------------------------- | -------------------- | ---------------- | ----------------- |
| 35 | 1                  | "Пустоловина египатске гробнице"    | Питер Барбер-Флеминг | Клајв Екстон     | 17. јануар 1993.  |
| Археолог сер Џон Вилард је открио гробницу краља Мен-хер-Раа у Долини краљева. Упркос противљењима колега, он је провалио у њу како би открио њено благо. Неколико секунди касније, он је умро од срчаног удара. Леди Вилард унајмљује Поароа да истражи случај, али готово сви повезани са открићем умиру. Да ли је могуће да је гробница краља Мех-хер-Раа уклета?                                                                                     |                    |                                     |                      |                  |                   |
| 36 | 2                  | "У запећку"                         | Џон Брус             | Бил Крејг        | 24. јануар 1993.  |
| Након тајанственог пожара у његовој творници, предузетник сер Рубен Аствел је одлучио да податке о споју који је открио сакрије код куће. Аствелове наде да ће се обогатити на могућем рату са Немачком уништио је убица који га је убио у његовој радној соби. Иако Поароа није успела да хипнотише, госпођица Лемон му помаже својом новом вештином у решавању тешког случаја убиства и освете, а Хејстингсу да на терену за голф погоди рупу из прве. |                    |                                     |                      |                  |                   |
| 37 | 3                  | "Жути ирис"                         | Питер Бармер-Флеминг | Ентони Хоровиц   | 31. јануар 1993.  |
| Хејстингс скреће Поароу пажњу на отварање новог лондонског ресторана који носи исто име као ресторан који је Поаро посетио претпрошле године у Буенос Аиресу. Примивши поштом жути ирис, Поаро се опет сетио тог путовања. Ирис, дама из друштва за вечером у Буенос Аиресу је убијена, а Поаро је грубо протеран из земље пре него што је стигао да истражи случај. Да ли је тајанствени цвет позив Поароу да поново отвори истрагу?                    |                    |                                     |                      |                  |                   |
| 38 | 4                  | "Случај несталог тестамента"        | Џон Брус             | Даглас Воткинсон | 7. фебруар 1993.  |
| Професор Ендру Марш је умро убрзо након што је променио тестамент, а Поаро је открио неколико повода за убиство. Пре смрти, Марш је замолио Поароа да буде извршилац његовог новог тестамента којим сву имовину оставља својој штићеници Вајолет. Тиме су многи који су се надали наследству остали на сувом, а Поароова слутња да је реч о убиству ојачава кад тестамент тајанствено нестане.                                                           |                    |                                     |                      |                  |                   |
| 39 | 5                  | "Пустоловина италијанског племића"  | Брајан Фарнам        | Клајв Екстон     | 14. фебруар 1993. |
| Капетан Хејстингс је напокон одлучио да купи отмена италијанска кола из салона господина Вицинија. Баш кад је потписивао уговор, појавио се сумњив човек са поруком да је Вицинију време истекло. Време је истекло и још једном Вицинијевом земљаку - убијен је гроф Фоскантини, комшија Поаровог пријатеља. Изгледа да нема повода за убиство док љубавни живот госпођице Лемон не упути Поароа у правом смеру.                                         |                    |                                     |                      |                  |                   |
| 40 | 6                  | "Бомбоњера"                         | Кен Грив             | Даглас Воткинсон | 21. фебруар 1993. |
| Поаро одлази у Брисел као пратња главног инспектора Џапа који треба да прими "Branche d'Or" за заслуге у Белгији. Примедба полицијског начелника Шанталијеа је подсетила Поароа на случај који пре више од 20 година "није успео да реши". Сама помисао је бесмислена, па се Поаро у мислима забавља очаравајућом причом о либералном политичару и његовој верној бомбоњери.                                                                             |                    |                                     |                      |                  |                   |
| 41 | 7                  | "Огледало мртваца"                  | Брајан Фарнам        | Ентони Хоровиц   | 28. фебруар 1993. |
| Поароу се свиђало сецесијско огледало, али Џервејс Чевеник је на надметању понудио више за њега и замолио је Поароа да сазна да ли је преварен понудивши му огледало као хонорар. Поаро је кренуо у Чевениксову кућу, али пре него што је стигао да започне истрагу, његова странка је убијена, а Поароов "хонорар" је разбијен у хиљаде комадића. Порука пронађена уз тело на којој пише "Извините" је једини очигледни доказ.                          |                    |                                     |                      |                  |                   |
| 42 | 8                  | "Крађа накита у хотелу Велики град" | Кен Грив             | Ентони Хоровиц   | 7. март 1993.     |
| По лекаревој препоруци, Поаро креће на одмор у Брајтон на јужној обали Енглеске и долази баш на премијеру представе "Бисере пред свиње". Главна глумица, леди Маргарет Опалсен, на позорници носи прекрасну бисерну огрлицу која је некад припадала руској краљевској породици. Кад је огрлица украдена, Поаро осећа обавезу да прекине одмор како би је пронашао.                                                                                       |                    |                                     |                      |                  |                   |

### 6. сезона (1994−96)
| Бр. еп. (укупно) | Бр. еп. (у сезони) | Наслов                      | Редитељ      | Сценариста       | Премијера          |
| --- | ------------------ | --------------------------- | ------------ | ---------------- | ------------------ |
| 43 | 1                  | "Божић Херкула Поароа"      | Едвард Бенет | Клајв Екстон     | 25. децембар 1994. |
| Након што је примио шест дијаманата из свог музеја у Јужној Арфици, Симион Ли је, уверен да му је живот у опасности, замолио Поароа да проведе Божић у његовом дому у Горстон Холу. Као неочекивани гост међу члановима Лијеве породице, Поаро је добро дошао кад је Ли завршио мртав у локви крви, а дијаманти нестали. |                    |                             |              |                  |                    |
| 44 | 2                  | "Хикори дикори док"         | Ендру Грив   | Ентони Хоровиц   | 12. фебруар 1995.  |
| Писмо препуно грешака које је госпођица Лемон откуцала открива њену одсутност духом. Истражујући узрок, белгијски детектив открива да је сестра госпођице Лемон забринута због низа необјашњених крађа у свом лондонском студентском дому. Поаро је одлучио да је посети. Након још неколико крађа и тровања главне сведокиње Силије Остин, Поаро мора да се бори са временом хватајући лопова који не преза ни од чега како би сакрио тајну из прошлости. |                    |                             |              |                  |                    |
| 45 | 3                  | "Убиство на терену за голф" | Ендру Грив   | Ентони Хоровиц   | 11. фебруар 1996.  |
| На одмору у Довилу у Француској, Поароу и Хејстингсу се обраћа мештанин Пол Рено који тврди да су га преварили Чилеанци. Али ствар постаје мрачна кад Реноа неко отме, а његову супругу остави везану у спаваћој соби. Кад је Реноово тело пронађено закопано на новом терену за голф, главни француски детектив предлаже Поароу такмичење ко ће први да ухвати убицу. Поароу време истиче.                                                                |                    |                             |              |                  |                    |
| 46 | 4                  | "Неми сведок"               | Едвард Бенет | Даглас Воткинсон | 16. март 1996.     |
| Натприродни наговештаји, породично наследство и могући убица су покварили Поароу план да оде и погледа како Хејстингсов друг руши светски рекорд у брзини на води. Ни наднаравна упозорења сестара Трип ни Поароов савет да промени тестамент нису успели да спасу живот Емили Арундел. Поаро мора да размисли који члан породице је отровао лек. Убичин лик зна само теријер Боб.                                                                         |                    |                             |              |                  |                    |

### 7. сезона (2000)
| Бр. еп. (укупно) | Бр. еп. (у сезони) | Наслов                   | Редитељ       | Сценариста     | Премијера         |
| --- | ------------------ | ------------------------ | ------------- | -------------- | ----------------- |
| 47 | 1                  | "Убиство Роџера Акројда" | Ендру Грив    | Клајв Екстон   | 2. јануар 2000.   |
| Белгијски детектив Херкул Поаро се повукао од свог, како каже, "најнастраније-очаравајућег посла на свету - изучавања људске природе". Сад живи у сликовитом селу Кингс Абот, али убиство његовог пријатеља и суседа, богатог индустријалца Роџера Акројда, поново заокупља његове легендарне "мале сиве ћелије".                                                                   |                    |                          |               |                |                   |
| 48 | 2                  | "Лорд Еџвер умире"       | Брајан Фарнам | Ентони Хоровиц | 19. фебруар 2000. |
| Херкул Поаро се вратио у Лондон и поново ради са колегама. У његовом савршеном животу недостаје једна ствар - убиство. Након забаве, Поаро упознаје славну глумицу и пристаје да посети супруга којег је она напустила, лорда Еџвера, како би га наговорио да размисли о њеном захтеву за развод. Након што је одрешито рекао да је већ пристао на Џејнину молбу, старац је убијен. |                    |                          |               |                |                   |

### 8. сезона (2001)
| Бр. еп. (укупно) | Бр. еп. (у сезони) | Наслов                   | Редитељ       | Сценариста     | Премијера       |
| --- | ------------------ | ------------------------ | ------------- | -------------- | --------------- |
| 49 | 1                  | "Зло под Сунцем"         | Брајан Фарнам | Ентони Хоровиц | 20. април 2001. |
| Лепа, а тек удата жена је пронађена задављена на плажи у Девону где је Херкул Поаро на одмору. Чини се да је убиство злочин из страсти, али Поаро се ускоро налази у нечему много настранијем.                                   |                    |                          |               |                |                 |
| 50 | 2                  | "Убиство у Месопотамији" | Том Клег      | Клајв Екстон   | 8. јул 2001.    |
| Лепа, али неуротична супруга познатог, убијена је током ископавања на историјском налазишту на Блиском истоку. Убрзо се појављује Херкул Поаро и уз помоћ капетана Хејстингса истражује шаролико друштво окупљено око налазишта. |                    |                          |               |                |                 |

### 9. сезона (2003−04)
| Бр. еп. (укупно) | Бр. еп. (у сезони) | Наслов          | Редитељ        | Сценариста   | Премијера          |
| --- | ------------------ | --------------- | -------------- | ------------ | ------------------ |
| 51 | 1                  | "Пет прасића"   | Пол Анвин      | Кевин Елиот  | 14. децембар 2003. |
| Херкул Поаро, славни детектив, доноси свеж поглед на злогласни случај убиства старог 14 година. Керолин Крејл је обешена јер је убила свог ватреног супруга уметника у наступу љубоморе због једне од његових бројних ванбрачних веза. Њихова двадесетједногодишња ћерка се враћа из Канаде и сазнавши истину о родитељима наговара Поароа да поново истражи случај. Он ће ускоро сазнати да сведоци злочина баш и нису спремни да копају по прошлости. |                    |                 |                |              |                    |
| 52 | 2                  | "Тужни чемпрес" | Дејвид Мур     | Дејвид Пајри | 26. децембар 2003. |
| Херкул Поаро се трка са временом како би спасио живот младој жени оптуженој због двоструког убиства. Док посматра како судија одређује смртну казну девојци из високог друштва Елинор Карлај због тровања тетка и љубавне супарнице Мери, Поаро осећа да нешто није у реду. Иако су сви докази против ње, могуће је да би неки ситан траг могао да докаже да је Елинор невина, а само Поадо може да га пронађе. |                    |                 |                |              |                    |
| 53 | 3                  | "Смрт на Нилу"  | Енди Вилсон    | Кевин Елиот  | 12. април 2004.    |
| Не послушавши Поароов савет, остављена Жеклин де Белефорт је кренула на пут како би шпијунирала свог бившег вереника и његову нову супругу наследницу. Кад је несрећна наследница упуцана у главну, Жаки има савршено покриће - била је закључана у својој кабини јер је напала бившег љубавника. Поаро сумња да је неко од других путница мрзео жртву, а напетост расте како искрсавају нови мртваци. |                    |                 |                |              |                    |
| 54 | 4                  | "Шупљина"       | Сајмон Ленгтон | Ник Дир      | 26. април 2004.    |
| Трилер који голица машту смешта Поароа у средиште настране игре са убиством током викенда у викендици. Очаран необичним понашањем и односима у породици Ангател, Поаро користи прилику да проведе викенд у њиховом дому. Догађаји добијају неугодан обрт кад породица одглуми убиство. Покушавајући да прикрије љутњу због њихове игре, Поаро ужаснут открива да је "мртвац" Џон Кристо стварно убијен. Главна осумњичена за убиство наочитог, харизматичног лекара је његова неугледна и кротка супруга Герда. Поароа истрага ће открити да сви у кући имају разлога да желе Кристоову смрт. |                    |                 |                |              |                    |

### 10. сезона (2005−06)
| Бр. еп. (укупно) | Бр. еп. (у сезони) | Наслов                  | Редитељ        | Сценариста       | Премијера          |
| --- | ------------------ | ----------------------- | -------------- | ---------------- | ------------------ |
| 55 | 1                  | "Загонетка Плавог воза" | Хети Мекдоланд | Гај Ендрус       | 11. децембар 2005. |
| Поаро путује славним Плавим возом на Француску ривијеру у друштво очаравајуће мешавине ликова међу којима су и лепа ћерка америчког нафтног мгната Руфуса Ван Алдина и љупка Катрина коју је недавно неочекивано наследство учинило богаташицом. Леш окрутно убијене жене је откривен баш кад воз стиже на одредиште, а Поаро мора да истражи далеку прошлост да би открио убицу. |                    |                         |                |                  |                    |
| 56 | 2                  | "Карте на сто"          | Сара Хардинг   | Ник Дир          | 11. децембар 2005. |
| Пред Поароом се налази изазов који голица машту јер је прихватио позив у чаробан дом занимљивог припадника високог друштва. Његов богати и егзотични домаћин Шејтана, човек очаран убиством, окупио је шарено друштво које почиње пријатно вече уз карте. Али забава се претвара у истрагу убиства кад Шејтану пронађу мртвог. Четири позвана истраћитеља, међу којима је и Поаро, траже доказе у картама чврсти у томе да открију ко је од гостију убица. |                    |                         |                |                  |                    |
| 57 | 3                  | "После сахране"         | Морис Филипс   | Филомена Мекдона | 11. децембар 2005. |
| Славна моћ закључивања Херкула Поароа се тражи после смрти Ричарда Абернетија, главе помало дисфункционалне породице Абернети. Породични заступник Ентвисл га моли да истражи Ричардову тајанствену смрт, али и тајанствену смрт његове млађе сестре Коре која је умрла само 24 часа после Ричардове кремације. Кад се породица окупила због читања Ричардовог тестамента, Кора се изланула како верује да је Ричард убијен. Поаро мисли да крене возом на други крај земље да би испитао Кору о њеној изјави, али дан после сахране и Кору убија непознати уљез. |                    |                         |                |                  |                    |
| 58 | 4                  | "Ко талас ухвати"       | Енди Вилсон    | Гај Ендрус       | 2. април 2006.     |
| Тајанствену младу жену, двоструку удовицу, обавија вео тајне када њен нови супруг погине у праску. Поароу нове податке доноси сестра погинулог и он почиње да сумња у њене стварне поводе. |                    |                         |                |                  |                    |

### 11. сезона (2008)
| Бр. еп. (укупно) | Бр. еп. (у сезони) | Наслов                  | Редитељ    | Сценариста    | Премијера           |
| --- | ------------------ | ----------------------- | ---------- | ------------- | ------------------- |
| 59 | 1                  | "Смрт госпође Мекгинти" | Ешли Пирс  | Ник Дир       | 1. септембар 2008.  |
| Поаро се суочава са досад најтежим изазовом кад покушава да докаже невиност осуђеног убице. Госпођа Мекгинти је сурово убијена ударцем у главу, а њен подстанар Џејмс Бентли бива осуђен на смрт вешањем. Надзорник Спенс је уверен да су докази били претерано очигледни па моли старог пријатеља Херкула Поароа да истражи случај. Поаро удружује снаге са Аријадном Оливер, познатом списатељицом криминалистичких романа, да би Бентлија спасио вешала, али не схвата да је и његов сопствени живот у опасности. |                    |                         |            |               |                     |
| 60 | 2                  | "Мачка међу голубовима" | Џејмс Кент | Марк Гетис    | 8. септембар 2008.  |
| Херкул Поаро решава опасни и случај који голица машту убиства које укључује међународну шпијунажу, блискоисточни устанак и несталу принцезу. Преживела наследница блискоисточног престола је скривена од устаника у малој енглеској школи за девојке, али кад неко почне да убија наставнице, та школа више није сигурна оаза за принцезу. |                    |                         |            |               |                     |
| 61 | 3                  | "Трећа девојка"         | Ден Рид    | Питер Фланери | 15. септембар 2008. |
| Прослављени белгијски детектив Херкул Поаро се удружује са списатељицом криминалистичких романа Аријадном Оливер у покушају да докаже невиност Норме Рестарик, младе девојке оптужене за убиство. Загонетка сеже 18 година у прошлост до самоубиства Нормине мајке, али како се радња расплиће, Поаро открива да решење долази уз запрепашћујуће откриће. |                    |                         |            |               |                     |
| 62 | 4                  | "Састанак са смрћу"     | Ешли Пирс  | Гај Ендрус    | 22. септембар 2008. |
| За време одмора у Сирији, славни детектив Херкул Поаро се суочава са убиством леди Бојтон, супруге ексцентричног енглеског археолога лорда Гревила Бојтона, током археолошког ископавања. Сваки осумњичени има повод за убиство жртве коју су сви презирали, али једино Поаро зна ко је од њих несрећну леди гурнуо у смрт. |                    |                         |            |               |                     |

### 12. сезона (2009−10)
| Бр. еп. (укупно) | Бр. еп. (у сезони) | Наслов                       | Редитељ      | Сценариста      | Премијера          |
| --- | ------------------ | ---------------------------- | ------------ | --------------- | ------------------ |
| 62 | 1                  | "Сатови"                     | Чарлс Палмер | Стјуарт Харкорт | 30. децембар 2009. |
| Поаро одлази у Довер како би помогао поручнику Колину Рејсу да истражи смрт двојице припадника морнарице и да открије да ли је Шила Веб починила убиство средовечног мушкарца кога су пронашли избоденог ножем на поду дневне собе. Докази против Шиле почињу да се гомилају, а за Поароа сат откуцава када пронађи још једну жртву окрутног убиства. |                    |                              |              |                 |                    |
| 63 | 2                  | "Трочинска трагедија"        | Ешли Пирсон  | Ник Дир         | 3. јануар 2010.    |
| Поароов пријатељ сер Чарлс Картврајт је приредио коктел-пријем у свом дому у Корнволу током које се добродушни месни свештеник угушио испијајући коктел. Чини се немогућим да је реч о убиству све док неколико недеља касније други гост пријема не умре под сличним околностима. Чарлс помаже Поароу у истрази. |                    |                              |              |                 |                    |
| 64 | 3                  | "Ноћ вештица"                | Чарлс Палмер | Марк Гетис      | 26. мај 2010.      |
| Аријадна Оливер присуствује забави под кринкама за Ноћ вештица у сеоцету Вудли Комон током које се једна девојчица похвалила како је пре неколико година била сведок убиства. Када касније исте вечери девојчицу пронађу удављену у лавору за игру Хватања јабуке зубима, Поаро долази да истражи случај. Притом открива низ тајанствених смрти у селу којима је Џојс могла да буде сведок. |                    |                              |              |                 |                    |
| 65 | 4                  | "Убиство у Оријент експресу" | Филип Мартин | Стујарт Харкорт | 11. јул 2010.      |
| Херкул Поаро је у посети Истанбулу након што је решио сложен случај за британску војску и на његовим улицама сведочи чину окрутног истеривања правде. Њему лакне када због новог случаја мора натраг у Лондон, а његов стари познаник Ксавије Бук, директор Оријент експреса, успева да му резервише карту у последњем тренутку. Када се следећег јутра пробудио, Поаро је открио да је воз заглављен у снегу, а да амерички пословни човек Семјуел Рачет лежи мртав у свом купеу, дванаест пута избоден ножем. |                    |                              |              |                 |                    |